# Tukinggedong
Tukinggedong is een bestuurslaag in het regentschap Kebumen van de provincie Midden-Java, Indonesië. Tukinggedong telt 1714 inwoners (volkstelling 2010).